# Samarevac
Samarevac är en ort i Bosnien och Hercegovina.   Den ligger i entiteten Republika Srpska, i den nordöstra delen av landet, 120 km norr om huvudstaden Sarajevo. Samarevac ligger 114 meter över havet och antalet invånare är 142.
Terrängen runt Samarevac är platt. Runt Samarevac är det ganska tätbefolkat, med 124 invånare per kvadratkilometer.. Närmaste större samhälle är Gradačac, 7,9 km väster om Samarevac. 
Trakten runt Samarevac består till största delen av jordbruksmark.